# Dischord Records
Dischord Records es un sello discográfico independiente estadounidense fundado en 1980 por Ian MacKaye, Jeff Nelson y Nathan Strejcek en Washington D. C., con el propósito de trabajar e impulsar la emergente escena local de punk, hardcore y post-hardcore del este de Estados Unidos.

## Historia
La historia de Dischord Records está estrechamente ligada a la de la banda de hardcore punk Minor Threat.
En 1980, la banda de hardcore The Teen Idles, formada por Ian MacKaye y Jeff Nelson, se desintegra y ambos deciden crear un sello discográfico con el que comenzar desde el principio.
Mackaye, Nelson y Strejcek fundan, en 1980, Dischord Records para autodistribuirse los discos de la recién creada banda de Mackaye y Nelson, Minor Threat. Esta banda sólo permaneció tres años en los escenarios, pero su legado es evidente. Tan sólo un álbum, Out of Step, tres EP y unos cuantos discos recopilatorios bastaron para que Minor Threat iniciara una inagotable corriente de bandas hardcore y straight edge, siendo uno de los propulsores de ambos subgéneros del punk. En el hardcore, Minor Threat forma parte de los "tres grandes" junto a Black Flag y Bad Brains.
Una nueva banda había surgido y, a pesar de su corta duración, había dejado todo un futuro a Dischord. Entre el catálogo de Dischord estaban bandas como Government Issue, The Faith, Void, Youth Brigade, Iron Cross, Embrace, Rites of Spring, Nation of Ulysses, Scream, Soulside, Gray Matter, Jawbox, Marginal Man, Shudder to Think, Dag Nasty, Lungfish y Fugazi. Eran varias las discográficas independientes del momento que trabajaban en la escena hardcore como Alternative Tentacles, SST Records, y Touch & Go Records, pero cada nuevo lanzamiento de Dischord era muy esperado por los seguidores del género, caracterizado por la ética hazlo tú mismo (DIY, en inglés "Do It Yourself").
A finales de los años 80 surgen los primeros grupos emo y post-hardcore, con bandas a la cabeza como Rites of Spring, Embrace y Fugazi, todas ellas bandas de Dischord. En la actualidad, el sello continúa trabajando con nuevos grupos de la escena punk y hardcore, sobre todo de Washington D. C. y ha ampliado sus miras fijándose en bandas de otros subgéneros derivados como el dance-punk y el post-punk revival como Q and Not U, Beauty Pill, Antelope, Faraquet, Medications, Black Eyes y The Aquarium.

## Catálogo de bandas
- Antelope (2001–)
- The Aquarium (2002–)
- Artificial Peace (1980–1981)
- Autoclave (1990–1991)
- Beauty Pill (1999–)
- Beefeater (1984–1986)
- Black Eyes (2001–2004)
- Bluetip (1995–2002)
- Branch Manager (1990–1997)
- Capitol City Dusters (1996–2003)
- Circus Lupus (1990–1993)
- The Crownhate Ruin (1994–1996)
- Dag Nasty (1985–1991)
- Deadline (1981–1982)
- Double-O (1983)
- Egg Hunt (1986)
- El Guapo (1996–2006)
- Embrace (1985–1986)
- The Evens (2001–)
- Faith (1980–1983) (creada por Alec MacKaye, hermano de Ian MacKaye)
- Faraquet (1997–2001)
- Fidelity Jones (1988–1990)
- Fire Party (1986–1990)
- French Toast (2001–)
- Fugazi (1987–2001)
- Government Issue (1981–1989)
- Gray Matter (1983–1986; 1990–1993)
- Happy Go Licky (1987–1988)
- High Back Chairs (1989–1993)
- Holy Rollers (1989–1995)
- Hoover (1992–1994;
- Ignition (1986–1989)
- Iron Cross (1981–1985)
- Jawbox (1989–1997) (primera banda de Dischord que se fue a una gran discográfica, en 1993)
- Lungfish (1988–)
- The Make-Up (1995–2000)
- Marginal Man (1982–1988)
- Medications (2003–)
- Minor Threat (1980–1983)
- Nation of Ulysses (1988–1992)
- One Last Wish (1986)
- The Pupils (2000–)
- Q and Not U (1998–2005)
- Red C (1981)
- Rites of Spring (1984–1986)
- Scream (1981–1990)
- Severin (1989–1993)
- Shudder to Think (1986–1998)
- Skewbald/Grand Union (1981)
- Slant 6 (1992–1995)
- Smart Went Crazy (1993–1998)
- Soulside (1986–1989)
- State of Alert (1980–1981)
- Teen Idles (1979–1980)
- Three (1986–1988)
- Trusty (1989–1997)
- Untouchables (1979–1981)
- Void (1980–1983)
- The Warmers (1994–1997)
- Youth Brigade (1981)